# 884

## Události
- pravděpodobně Bořivojem založen nejstarší pražský kostel Panny Marie (mezi 882–884) v souvislosti s přenesením sídla z Levého Hradce na (budoucí) Pražský hrad

## Úmrtí
- 12. prosinec – Karloman II. Francouzský, západofranský král (* 866)

## Hlavy státu
- České knížectví – Strojmír – Bořivoj I.
- Velkomoravská říše – Svatopluk I.
- Papež – Marinus I. – Hadrián III.
- Anglie – Alfréd Veliký
  - Mercie – Æthelred
- Skotské království – Giric
- Východofranská říše – Karel III. Tlustý
- Západofranská říše – Karloman II. Francouzský – Karel III. Tlustý
- První bulharská říše – Boris I.
- Kyjevská Rus – Oleg
- Byzanc – Basileios I.
- Svatá říše římská – Karel III. Tlustý